# Masutatsu Oyama
Masutatsu (Mas) Oyama (大山倍達 Ōyama Masutatsu, nascido Yong Eu Choi),  foi o criador do estilo de Karatê Kyokushinkai ou Oyama-Ryu.
Hyung Yee nasceu no dia 27 de julho de 1923 em uma aldeia perto de Gunsan na Coréia Meridional. Ainda bem jovem foi enviado a China Meridional onde começou a praticar Kempo tradicional da China. Quando Oyama retornou a Coréia já com 12 anos, continuou praticando Kempo, agora coreano. Em 1938, mudou-se para o Japão onde praticou Judô, porém notara que muitos treinavam karatê. Isto o interessou muito e foi treinar onde aprendeu o que hoje é conhecido como karatê Shotokan. De seguida treinou Goju-ryu com o Mestre Gogen Yamaguchi "O Gato" (10ºDan), sendo um dos seus principais discípulos ele viajou para Tailândia onde em um combate veio a perder, então se viu obrigado a aprender esse estilo que o derrotou, o MUAY THAI. Após esse treinamento de 6 meses com mestres tailandeses ele foi para o meio da floresta onde passou três anos treinando longe da civilização, assim se tornou um dos (senão o) maiores lutadores da História, vindo então posteriormente a criar o estilo Kyokushinkai, baseado e inspirado no seu antecessor, que se caracteriza por possuir combate de competição com KO. Ficaram célebres os seus combates em arenas com touros e Rottweilers, que quebravam os chifres dos touros com as mãos nuas e lutava com vários cães, quebrava garrafas no "shuto" (faca de mão) sem estar grudado ao solo!

## Estilo Kyokushin Kaikan
Em 1953, Mas Oyama inaugura seu primeiro dojo — Oyama Dojo —, em Tóquio. Ainda assim, continua viajando por todo o Japão e, eventualmente, o mundo, demonstrando sua arte marcial, quando exibia técnicas de luta e de matar touros com as mãos nuas. Mais tarde, em1956,muda o dojo para uma escola de dança.
Oyama construiu para si uma reputação de possuir um estilo pegado, intenso e austero mas prático, que foi formalmente nomeado de Kyokushin, numa cerimônia, em 1957; também desenvolveu a fama de ser rude com seus alunos, posto geralmente impor lesões durante as aulas. Conforme a fama do dojo aumentava, mais e mais alunos eram atraídos, de dentro e de fora do Japão, e muitos dos alunos mais graduados, hoje, são líderes de organizações do estilo.
Em 1964, o dojo foi mudado para o prédio onde seria o lar do estilo Kyokushin, quando nasceu formalmente a "Organização Internacional de Caratê Kyokushin Kaikan" (do inglês, International Karate Organization Kyokushin kaikan — IKO ou IKOK), com o escopo de congregar e organizar as várias escolas do estilo. No mesmo ano, o dojo recebeu um desafio por parte de lutadores de Muay Thai. Crente de que nenhum ou estilo se comparava ao seu, o mestre Oyama aceitou-o e enviou três alunos, (Kenji Kurosaki, Tadashi Nakamura, Noboru Ōsawa), até a Tailândia, onde venceram duas das três lutas, quando a reputação do estilo foi mais destacada.
De origem coreana, Masutatsu Oyama nasceu em 1923 no sudoeste da Coreia a 300 km de Seul. Após uma infância marcada pelas zaragatas com os seus colegas, o jovem Hyung Yee começa a treinar com um trabalhador da propriedade dos seus pais, perito em Artes Marciais. Devido à sua irreverência, aos 14 anos, o seu pai envia-o para a escola militar de Yamanashi no Japão. Em 1937 o Japão, em guerra com a China, é transformado num autêntico campo de concentração, o jovem coreano decide aprender, rapidamente, o japonês. Durante os dois anos que esteve em Yamanashi, treinou Karaté Shotokan. Mas, estes treinos não o convencem e vai para Tóquio seguir o ensino dos maiores mestres, entre os quais sensei Gichin Funakoshi. Nidan (2º dan) em dois anos, deixará o karaté shotokan, discordando do trabalho muito rígido e linear. Em 1947 vence o primeiro "All Japan Tournament" realizado em Kyoto, no Karnyama Gymnasium, que reunia todos as escolas de Karaté-Do. As regras eram simples: não existiam regras. Para o jovem coreano era a oportunidade, única, de provar a eficácia dos seus treinos. Após a segunda guerra mundial, durante o período da ocupação do Japão pelos aliados, o Hotel Sarno, em Tóquio, é palco de uma festa. A noite estava animada, quando a tensão sobe subitamente, surpreendendo tudo e todos. Dois homens discutiam na pista. O japonês, grande e ágil, o seu rival, um coreano compacto, descontraído e sereno. Enquanto discutiam, o japonês mete, lentamente, a mão à cintura e tira uma faca. Depois de avançar, lentamente, lança-se, bruscamente, sobre o seu adversário. Numa fracção de segundo, o coreano bloqueia o ataque e, em Shuto, deflagrou um violento golpe ao seu rival. O japonês, morreu imediatamente. Este incidente decide, definitivamente, a vida futura do jovem Hyung Yee que tinha então 24 anos. Masutatsu Oyama (nome que escolhera), decide então exilar-se para meditar na solidão dos montes Kyiosumi. É então yondan (4º dan). Impõe a si próprio, disciplina e treino muito rigorosos. Importa das formas antigas coreanas, o trabalho de pernas, às quais acrescenta o Ashi Barai (rasteiras) e os ataques às pernas. O Goju Ryu inspira-o para o trabalho respiratório e as técnicas de punhos. O Shotokan, princípios do movimento linear e acrescenta, para os mais graduados, as formas circulares do Taikiken do mestre Kenichi Sawai.
Quando volta à civilização já não é o mesmo karateka. Com punhos como martelos, suficientes para esmagar a carne e os ossos dos seus adversários, considerando não ter rival à altura na raça humana, decide testar a sua força e capacidades contra um touro e partir: tijolos; garrafas; pedras; árvores, etc..., com as mãos nuas.
| “ | Combaterá, durante a sua vida, contra 52 touros, contentando-se em partir-lhes os chifres em Shuto (sabre da mão). Matará 3. | ” |

Em 1952 começa uma tourné triunfante de demonstrações e desafios nos Estados Unidos e, depois através da Ásia, combate contra lutadores de toda a espécie: Judo; Karaté; Boxe Tailandesa; Inglesa, etc..., que vence largamente. Respondeu a 270 desafios, vencendo a maioria dos seus adversários com um só golpe. Um combate nunca durava mais de 3 minutos, necessitando apenas de alguns segundos para os dominar. Mas Oyama é considerado imbatível nessa época. Em 1960 o New York times considera-o "O homem mais duro do mundo". É em 1957, três anos após a abertura do seu primeiro Dojo, que Mas Oyama cria a organização "Kyokushinkai". (literal: associação, escola da última verdade). O "1º Torneio Kyokushinkai" foi organizado nas ilhas Hawai por Edwar Lowe que Mas Oyama apelidava de "meu irmão". Mas Oyama estará presente e faz uma demonstração. Em 1960, na segunda edição do torneio, estarão presentes 16 países. Em 1964 Mas Oyama cria a "IKO". Neste mesmo ano, algumas escolas Tailandesas lançam um desafio às organizações japonesas. Só a escola "Kyokushinkai" responde afirmativamente. Mas Oyama escolhe os alunos e, no dia 17 de Fevereiro de 1966, após vários adiamentos realiza-se o desafio. A equipa "Kyokushin" vence e de volta ao Japão são recebidos como verdadeiros heróis. Só em 1969 Mas Oyama organiza, em Tóquio, o "1º Kyokushin All Japan Tornament". Em 1975, Mas Oyama está em condições de organizar o "1º Campeonato do Mundo em Tóquio". Trata-se de um campeonato aberto a todos os estilos, sem categorias de peso e combates ao KO sem protecções. Desde então, é realizado todos os quatro anos. O sucesso e a reputação destes campeonatos é de tal ordem que várias escolas serão influenciadas a organizarem provas semelhantes, incluindo vários dissidentes de Mas Oyama. No Japão e depois em todo o mundo, Masutatsu Oyama soube dar a conhecer o "Kyokushinkai" através da publicação de alguns livros."Kyokushin": "Última verdade"! Os combates realizam-se ao KO. Os testes de quebra e a endurance, servem para os alunos se testarem e se ultrapassarem; o kihon e kata, são as peças principais permitindo a cada um progredir na "via".
Actualmente, o "Kyokushiniiai" representa, no Japão, a maior escola de Karaté-Do e conta com 14 milhões de praticantes nos cinco continentes. O seu sucesso vem sem dúvida, do lado espectacular e do realismo dos seus combates - a parte visível do iceberg. 
Mas o Kyoku Shin Kai é muito mais que uma arte de combate. É uma escola dotada de uma fabulosa riqueza técnica, onde a humildade é rigorosa, onde o respeito por si próprio se adquire no respeito do próximo, onde o mental se consegue com a disciplina e com o rigor necessário nos treinos. E, no final, o combate não representa mais do que uma parte de um todo que se pode considerar como uma arte de viver. Mestre Masutatsu Oyama, deixou-nos em abril de 1994, após uma vida dedicada ao Karaté. O "Kyokushinkai" perdeu o seu pai, mas continua muito forte em todo o mundo.